# Антипод
Антипо́д (др.-греч. ἀντίπους) — точка на поверхности небесного тела (например, земной поверхности), диаметрально противоположная данной. Например антипод Северного острова Новой Зеландии находится в Испании. Координаты антипода можно вычислить по формуле:
{\displaystyle {\begin{aligned}&\varphi _{a}=-\varphi \\&\theta _{a}=\theta \pm 180^{\circ }\\\end{aligned}}}
где {\displaystyle \varphi } — широта, {\displaystyle \theta } — долгота.
В Тихом океане есть острова Антиподов — названием они обязаны положению, практически противоположному Гринвичу.
Расстояние по поверхности между противоположными точками планеты равно примерно 20 000 километрам в любом направлении.
Термин «антипод» был введён Платоном в его диалоге «Тимей» для объяснения относительности понятий «верх» и «низ», затем использовался Аристотелем (впервые в трактате «О небе») и другими древнегреческими и римскими географами, физиками и философами, с тех пор используется и в общем смысле для указания на противостоящие альтернативы.

## География
Антипод любого места на Земле — это место, которое диаметрально противоположно, так линия, нарисованная из одного места в другое, проходит через центр Земли и формирует настоящий диаметр. Закономерно, для большинства мест на земле антиподы находятся в океане, потому что в южном полушарии намного меньше земной поверхности, чем в северном.

## Воздушное путешествие между антиподами
Не существует прямых регулярных рейсов между любыми двумя противоположными местами, осуществляющимися коммерческими авиакомпаниями, поскольку не существует коммерческого воздушного судна, способного осуществить полёт между антиподами без дозаправки топлива. На данный момент — рекордно длинный полёт был осуществлен Boeing 777-200LR — 17 395 км (10 809 миль).

## Список антиподов
Примерно 71 % поверхности Земли покрыто океаном, и большинство материков находятся в Северном полушарии, таким образом, большинство мест на Земле не имеет антиподов, находящихся на суше. Примерно 15 % поверхности Земли имеет антиподы на земле. Грубый подсчет показывает, что 29 % планеты покрыто землёй. Если 15 % от этого имеет антипод на поверхности, тогда примерно 4 % (0.15 x 29 % = 4,35 %) поверхности Земли имеет антиподы, оба из которых находятся на суше.
Две наиболее населенные людьми противоположные территории находятся в Восточной Азии (в основном восточная часть Китая) и в Южной Америке (в основном северная часть Аргентины и Чили). Австралия — самая большая часть суши, антиподы которой находятся полностью в океане. Хотя некоторые места материковой Австралии и Тасмании близки к тому, чтобы быть антиподами некоторых островов (Бермуды, Азорские острова, Пуэрто-Рико) в северной части Атлантического океана. Наибольшая территория суши с антиподами полностью на суше — остров Калимантан, чьи антиподы находятся в тропических лесах Амазонки.
Тихий океан настолько велик, что в двух местах является антиподом сам себе: «Сиамский залив / Побережье Перу» и «залив Дракона у берегов Северного Вьетнама / побережье Чили у города Арика».
Между чилийским городом Арика и китайским островом Хайнань можно проложить путь, проходящий по прямой линии через Тихий океан, не задевающий ни единого участка суши и без малого равный половине земной окружности — 19 949 км.

### Примеры
Точные или почти точные антиподы:
- Крайстчерч (Новая Зеландия) — Ла-Корунья (Испания)
- Левин (Новая Зеландия) — Авила (Испания)
- Гамильтон (Новая Зеландия) — Кордова (Испания)
- Гонконг — Ла-Кьяка (Аргентина)
- Ляньюньган (Китай) — Хунин (Аргентина)
- Мадрид (Испания) — Уэбер (Новая Зеландия)
- Мангауай (Новая Зеландия) — Гибралтарская скала (Британская заморская территория)
- Мастертон[англ.] (Новая Зеландия) — Сеговия (Испания)
- Нельсон (Новая Зеландия) — Могадору (Португалия)
- Паданг (Индонезия) — Эсмеральдес (Эквадор)
- Палембанг (Индонезия) — Нейва (Колумбия)
- Пеканбару (Индонезия) — Мачачи (Эквадор)
- Тауранга (Новая Зеландия) — Хаэн (Испания)
- Улан-Удэ (Россия) — Пуэрто-Наталес (Чили)
- Веллингтон (столица Новой Зеландии) — Алаэхос (Испания)
- Фангареи (Новая Зеландия) — Танжер (Марокко)
- Ухай (Китай) — Вальдивия (Чили)
- Уху (Китай) — Рафаэла (Аргентина)
- Декар[англ.] (Ботсвана) — Гонолулу (США)
- Остров Монро[англ.] (Антарктида) — Усть-Мая (Россия)
- Лондон (Кирибати) — Бумба (ДР Конго)